# Овада
Овада (итал. Ovada) — коммуна в Италии, располагается в регионе Пьемонт, в провинции Алессандрия.
Население составляет 11 239 человек (2019 г.), плотность населения составляет 317,76 чел./км². Занимает площадь 35,37 км². Почтовый индекс — 15076. Телефонный код — 0143.
Покровителями коммуны почитаются святой Иоанн Креститель и Павел Креста, празднование 18 октября.

## Демография
Динамика населения: